# Саммит по ядерной безопасности 2014
Саммит по ядерной безопасности 2014 (англ. 2014 Nuclear Security Summit) — встреча на высшем уровне глав государств, правительств и организаций по вопросам ядерной безопасности. Проходил в Гааге с 24 по 25 марта 2014 года. Это третий по счёту саммит, предыдущий прошёл в 2012 году, а следующий — в 2016 году. Саммит 2014 года собрал 58 мировых лидеров (включая 5 глав международных организаций), более 5 тысяч делегатов и 3 тысяч журналистов.
Основная цель саммита заключалась в оценке прогресса, достигнутого на прошлых встречах в Вашингтоне и Сеуле, постановка новых целей организации и предложение путей их достижения. Саммит по ядерной безопасности направлен на предотвращение ядерного терроризма путём:
1. уменьшения количества опасного ядерного материала в мире;
2. повышения безопасности всех ядерных материалов и радиоактивных источников;
3. совершенствования международного сотрудничества.

Хотя ядерный терроризм и предупреждение его за счёт сокращения и усиления безопасности ядерных поставок были официальной темой саммита, обсуждался и политический кризис на Украине. Саммит стал фоном для экстренного совещания лидеров G7, как реакции на аннексию Крыма Россией в марте 2014 года.
Президент Российской Федерации Владимир Путин на саммите не присутствовал, вместо него приехал министр иностранных дел Сергей Лавров, проведший переговоры с госсекретарём США Джоном Керри и заместителем госсекретаря США по контролю над вооружениями и международной безопасности Роуз Геттемюллер.
Примечательно, что на саммите по обоюдному согласию отсутствовали делегации КНДР и Исламской Республики Иран.

## Участники

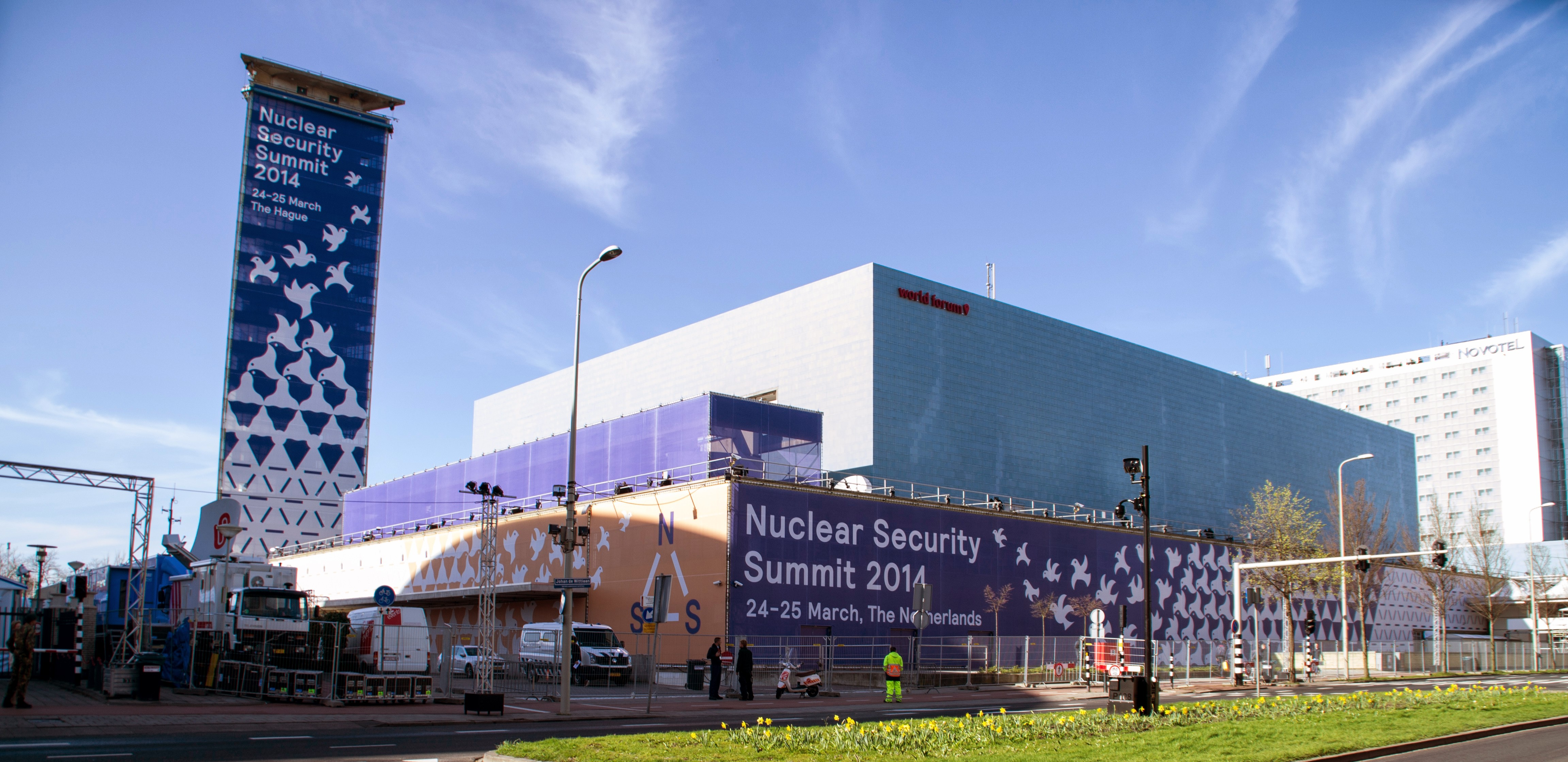
Центр мировых форумов и съездов

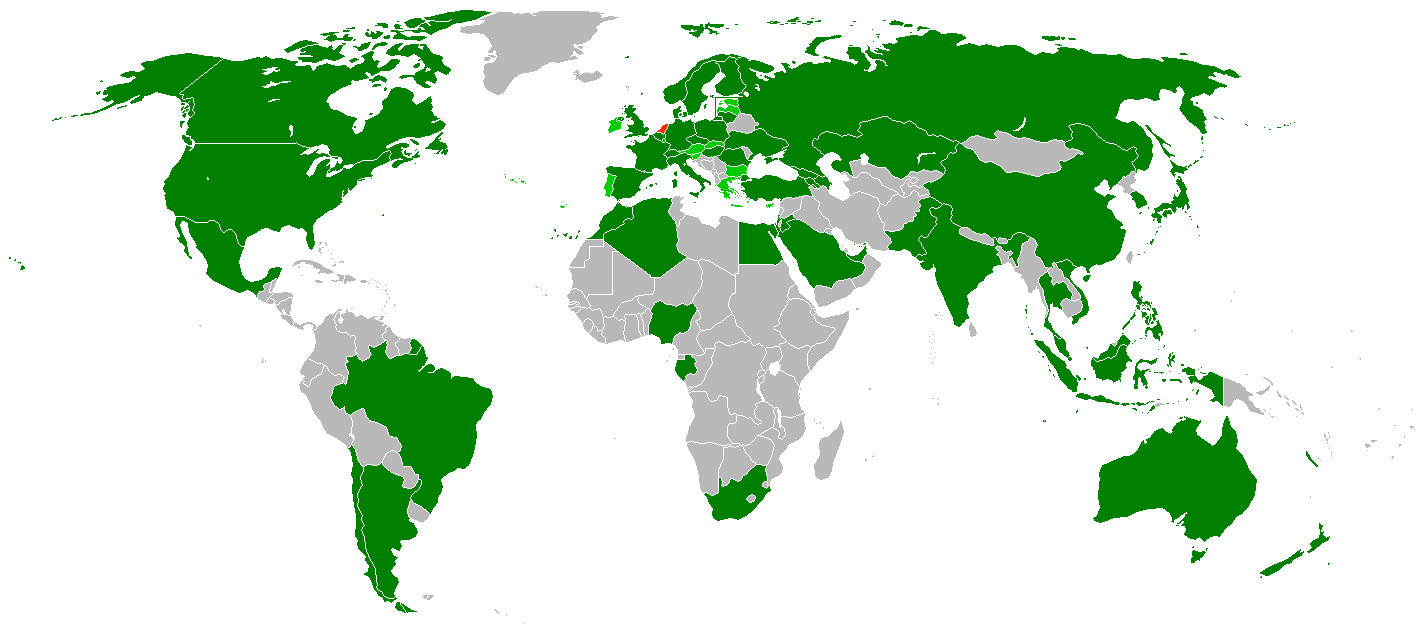
Страны-участники

Этот саммит стал самым большим событием, собравшим такое количество участников в Нидерландах. В саммите участвовали 53 страны и 4 международных организации:
| Страна/Организация                                       | Представитель                                                                                  |
| -------------------------------------------------------- | ---------------------------------------------------------------------------------------------- |
| Алжир                                                    | Юсеф Юсфи (Премьер-министр)                                                                    |
| Аргентина                                                | Амадо Буду (Вице-президент)                                                                    |
| Армения                                                  | Серж Саргсян (Президент)                                                                       |
| Австралия                                                | Джули Бишоп (Министр иностранных дел)                                                          |
| Азербайджан                                              | Ильхам Алиев (Президент)                                                                       |
| Бельгия                                                  | Элио ди Рупо (Премьер-министр)                                                                 |
| Бразилия                                                 | Мишел Темер (Вице-президент)                                                                   |
| Канада                                                   | Стивен Харпер (Премьер-министр)                                                                |
| Чили                                                     | Херальдо Муньос (Министра иностранных дел)                                                     |
| Китай                                                    | Си Цзиньпин (Председатель)                                                                     |
| Чехия                                                    | Павел Белобрадек (Заместитель премьер-министра)                                                |
| Дания                                                    | Хелле Торнинг-Шмитт (Премьер-министр)                                                          |
| Египет                                                   | Намди Сахад Лоза (Заместитель министра иностранных дел)                                        |
| Европейский союз (наблюдатель)                           | Херман Ван Ромпёй (Председатель Европейского совета)                                           |
| Европейский союз (наблюдатель)                           | Жозе Мануэл Баррозу (Председатель Европейской комиссии)                                        |
| Финляндия                                                | Саули Нийнистё (Президент)                                                                     |
| Франция                                                  | Франсуа Олланд (Президент)                                                                     |
| Габон                                                    | Али бен Бонго Ондимба (Президент)                                                              |
| Грузия                                                   | Ираклий Гарибашвили (Премьер-министр)                                                          |
| Германия                                                 | Ангела Меркель (Канцлер)                                                                       |
| Венгрия                                                  | Янош Мартоньи (Министр иностранных дел)                                                        |
| Индия                                                    | Салман Хуршид (Министр иностранных дел)                                                        |
| Индонезия                                                | Будионо (Вице-президент)                                                                       |
| Международное агентство по атомной энергии (наблюдатель) | Юкия Амано (Генеральный директор)                                                              |
| Интерпол (наблюдатель)                                   | Рональд Ноубл (Генеральный секретарь)                                                          |
| Израиль                                                  | Юваль Штайниц (Министр разведки и атомной энергии Израиля                                      |
| Италия                                                   | Маттео Ренци (Премьер-министр)                                                                 |
| Япония                                                   | Синдзо Абэ (Премьер-министр)                                                                   |
| Иордания                                                 | Абдулла II (Король)                                                                            |
| Казахстан                                                | Нурсултан Назарбаев (Президент)                                                                |
| Литва                                                    | Даля Грибаускайте (Президент)                                                                  |
| Малайзия                                                 | Мухюддин Ясин (Заместитель премьер-министра)                                                   |
| Мексика                                                  | Хуан Мануэль Гомес-Робледо (Заместитель министра по многосторонним вопросам и правам человека) |
| Марокко                                                  | Салахеддин Мезуар (Министр иностранных дел)                                                    |
| Нидерланды (принимающая страна)                          | Марк Рютте (Премьер-министр)                                                                   |
| Новая Зеландия                                           | Джон Ки (Премьер-министр)                                                                      |
| Нигерия                                                  | Гудлак Джонатан (Президент)                                                                    |
| Норвегия                                                 | Эрна Сульберг (Премьер-министр)                                                                |
| Пакистан                                                 | Наваз Шариф (Премьер-министр)                                                                  |
| Филиппины                                                | Джеджомар Бинэй (Вице-президент)                                                               |
| Польша                                                   | Радослав Сикорский (Министр иностранных дел)                                                   |
| Румыния                                                  | Траян Бэсеску (Президент)                                                                      |
| Россия                                                   | Сергей Лавров (Министр иностранных дел)                                                        |
| Саудовская Аравия                                        | Хашим Ямани (Президент Центра атомной и возобновляемой энергии короля Абдуллы)                 |
| Сингапур                                                 | Ли Сяньлун (Премьер-министр)                                                                   |
| ЮАР                                                      | Маите Нкоана-Машабане (Министр иностранных дел)                                                |
| Республика Корея                                         | Пак Кын Хе (Президент)                                                                         |
| Испания                                                  | Мариано Рахой (Премьер-министр)                                                                |
| Швеция                                                   | Йон Райнфельдт (Премьер-министр)                                                               |
| Швейцария                                                | Дидье Буркхальтер (Президент)                                                                  |
| Таиланд                                                  | Сихасак Пхуангкеткеов (специальный представитель премьер-министра)                             |
| Турция                                                   | Абдулла Гюль (Президент)                                                                       |
| Украина                                                  | Арсений Яценюк (Премьер-министр)                                                               |
| ОАЭ                                                      | Мохаммед ибн Зайд Аль Нахайян (кронпринц Абу-Даби)                                             |
| Великобритания                                           | Дэвид Кэмерон (Премьер-министр)                                                                |
| ООН (наблюдатель)                                        | Пан Ги Мун (Генеральный секретарь)                                                             |
| США                                                      | Барак Обама (Президент)                                                                        |
| Вьетнам                                                  | Нгуен Тан Зунг (Премьер-министр)                                                               |